# Musée archéologique des Champs Phlégréens
Le musée archéologique des Champs Phlégréens (en italien, museo archeologico dei Campi Flegrei) est un musée italien situé à Bacoli, en Campanie.
Au cœur des sites antiques des Champs Phlégréens, il rassemble dans ses collections du mobilier mis au jour dans cette zone.

## Localisation

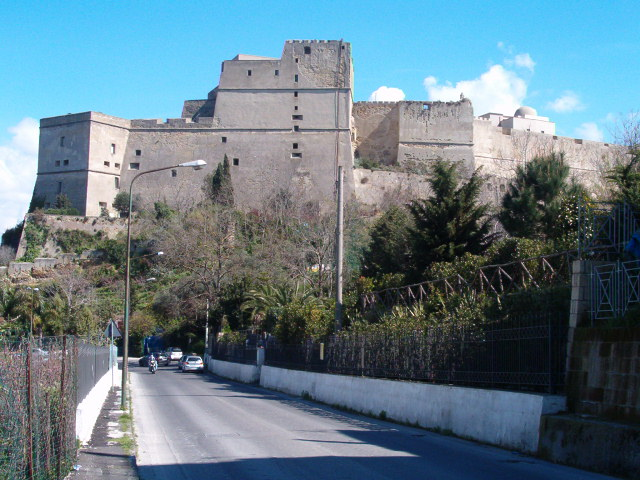
Le Castello Aragonese.

Le musée est situé dans l'enceinte du château aragonais, sur le site archéologique de Baïes, dans la commune de Bacoli, dans la ville métropolitaine de Naples (Campanie).
Ce château est construit à partir de la fin du XVe siècle sur la côte occidentale du golfe de Pouzzoles. Situé au centre des sites archéologiques des Champs Phlégréens et visible depuis la plupart d'entre eux, il est pour cette raison choisi pour abriter le musée.

## Histoire
Le musée, progressivement constitué et aménagé à partir des années 1980, est ouvert au public en 1993. Il est intégré au parc archéologique des Champs Phlégréens et, depuis le mois de décembre 2014, sa gestion est assurée par le pôle des musées de Campanie.
Le musée et le parc archéologique constituent des biens culturels italiens.

## Description et collections
Le musée a pour vocation de mettre en valeur les découvertes archéologiques les plus significatives de la zone phlégréenne. Il peut également accueillir des concerts ou des séminaires.
Parmi les collections exposées dans les salles ouvertes au public figurent une série de moulages en plâtre trouvés aux thermes de Baïes, travaux de sculpteurs locaux copiant des œuvres grecques antiques, des statues provenant du sacellum des Augustales à Misène ou de mosaïques du nymphée de Punta Epitaffio, désormais immergé dans la baie en raison du bradyséisme phlégréen,.

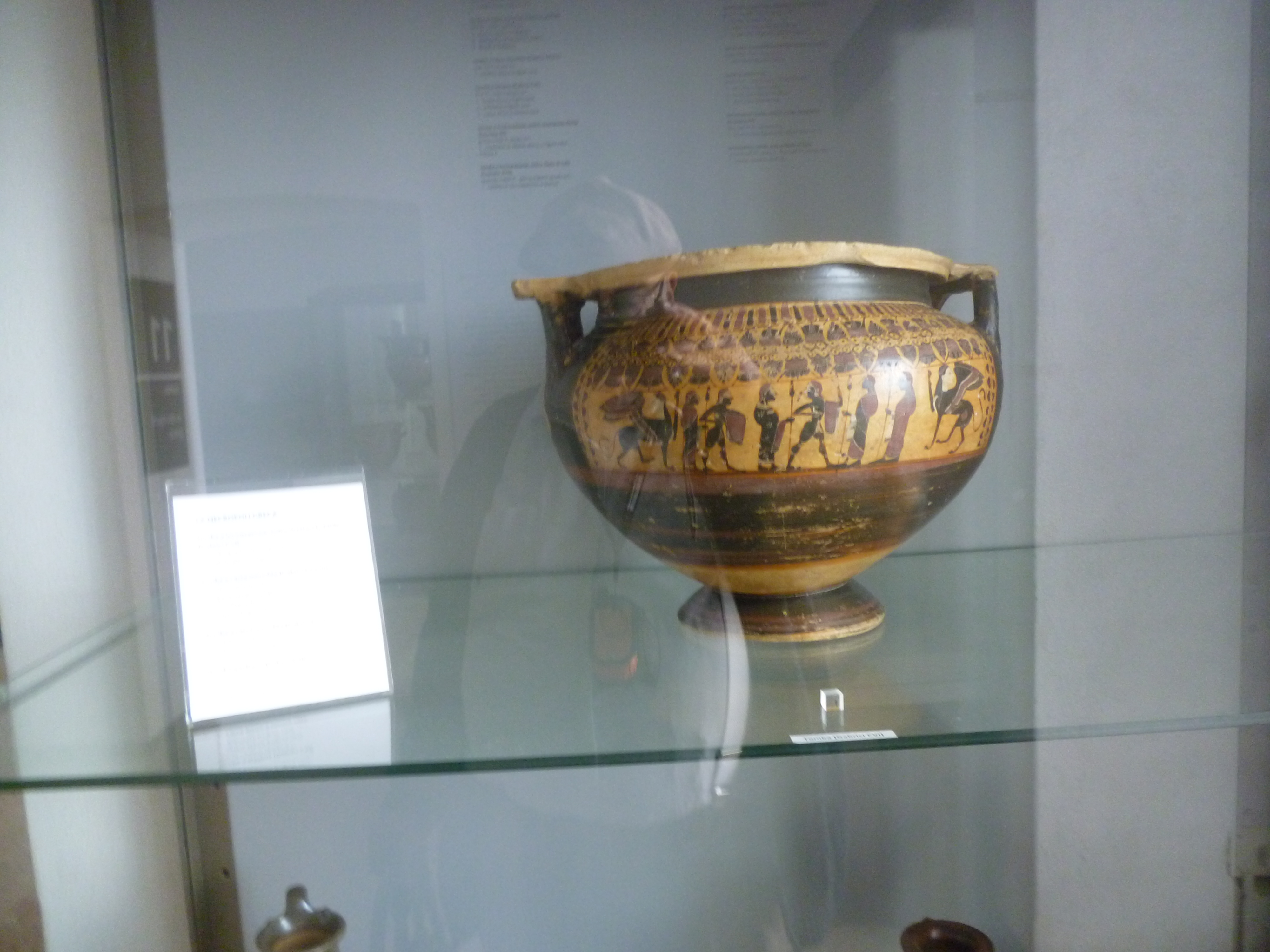
Cratère grec.
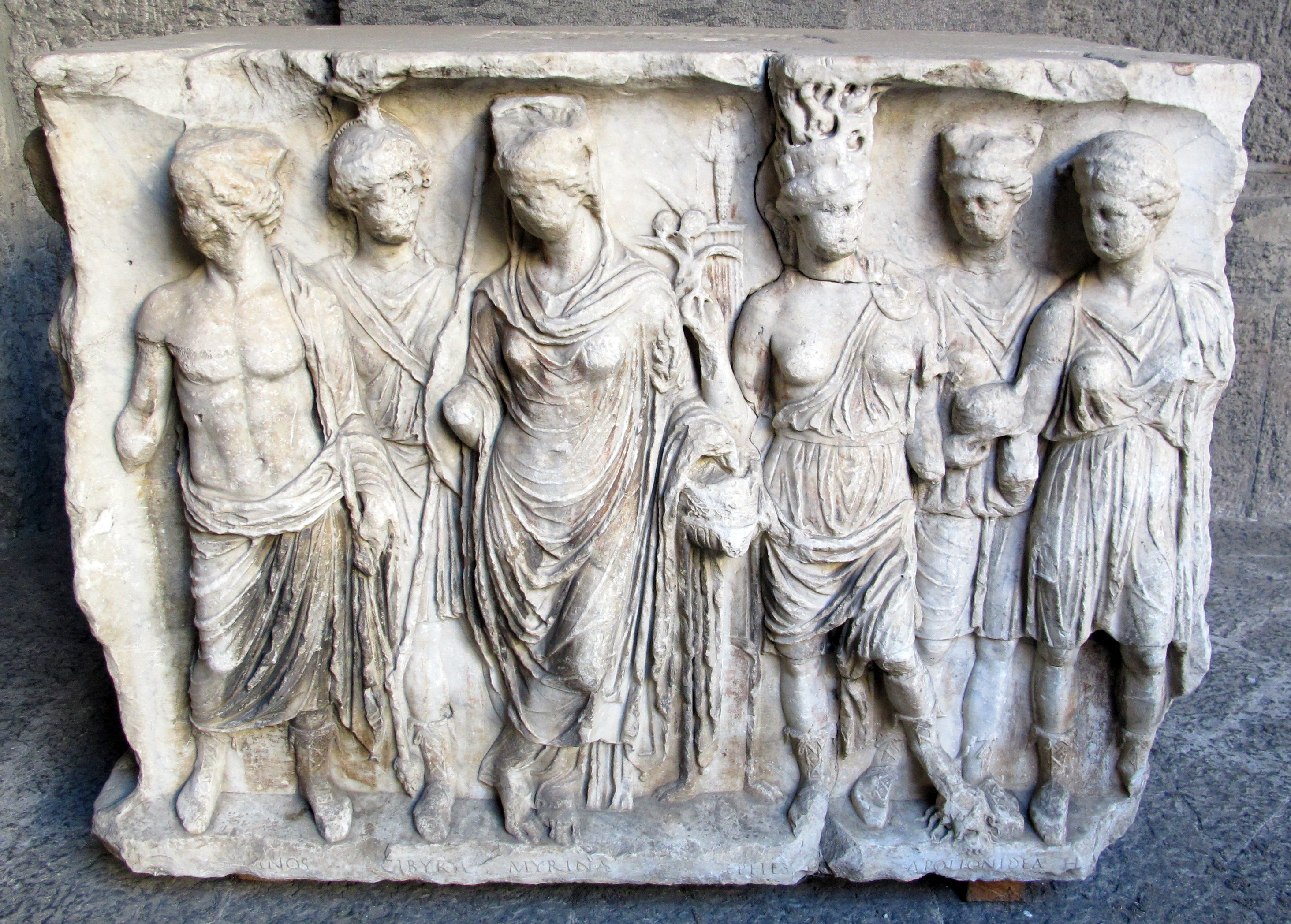
Base de Tibère (Pouzzoles).
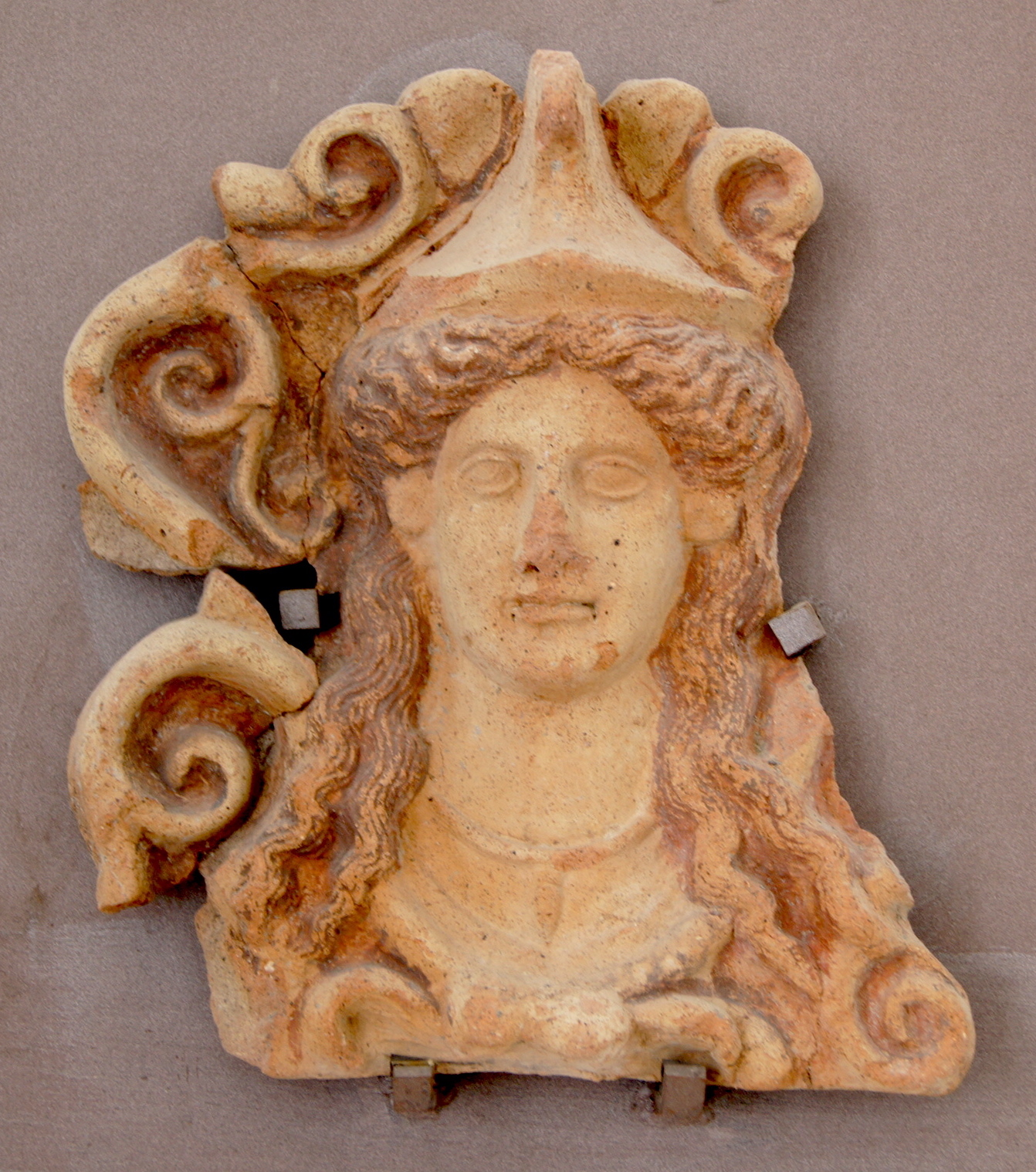
Visage d'Athena (Cumes).
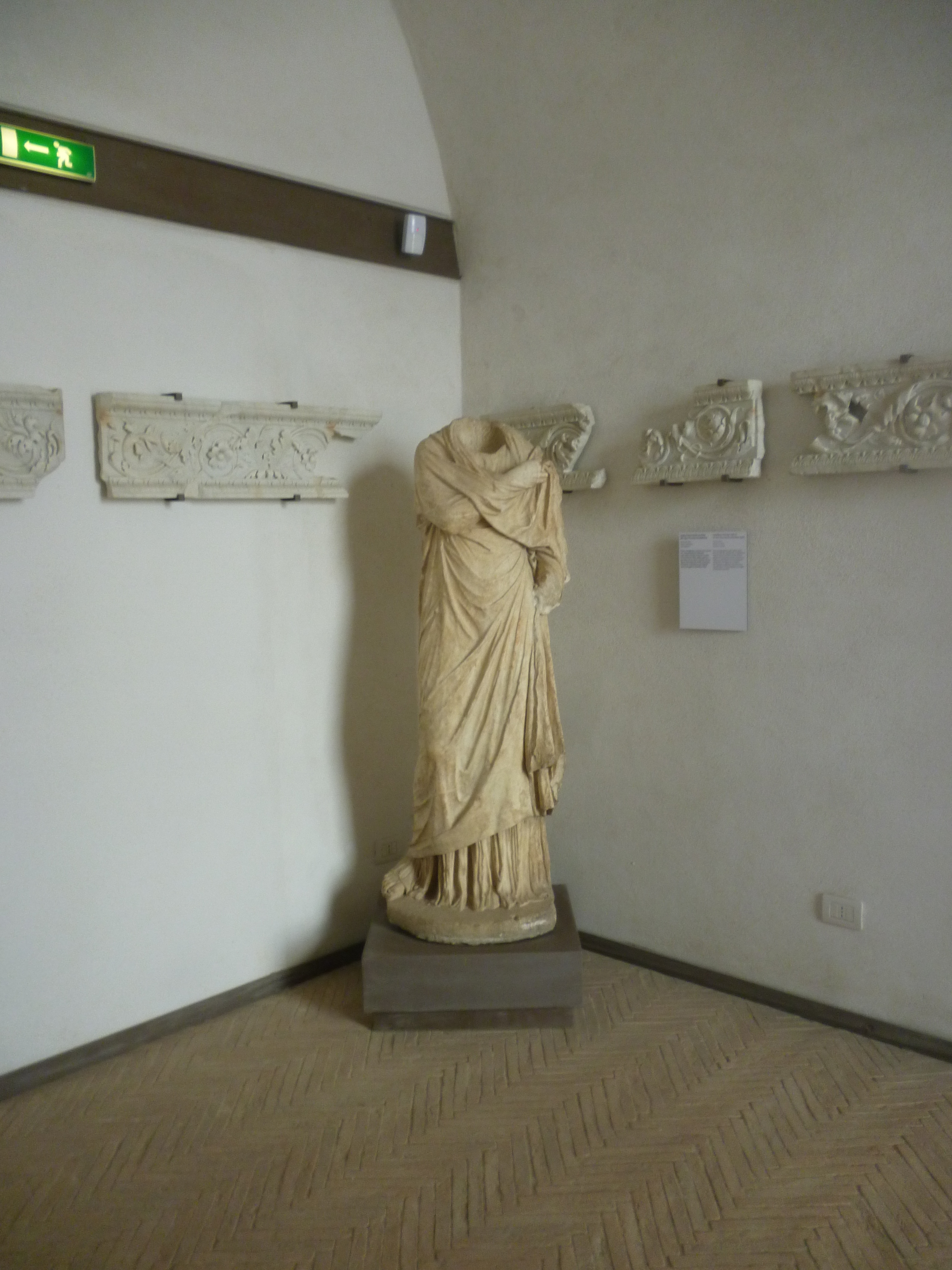
Statue féminine (sacellum de Misène).
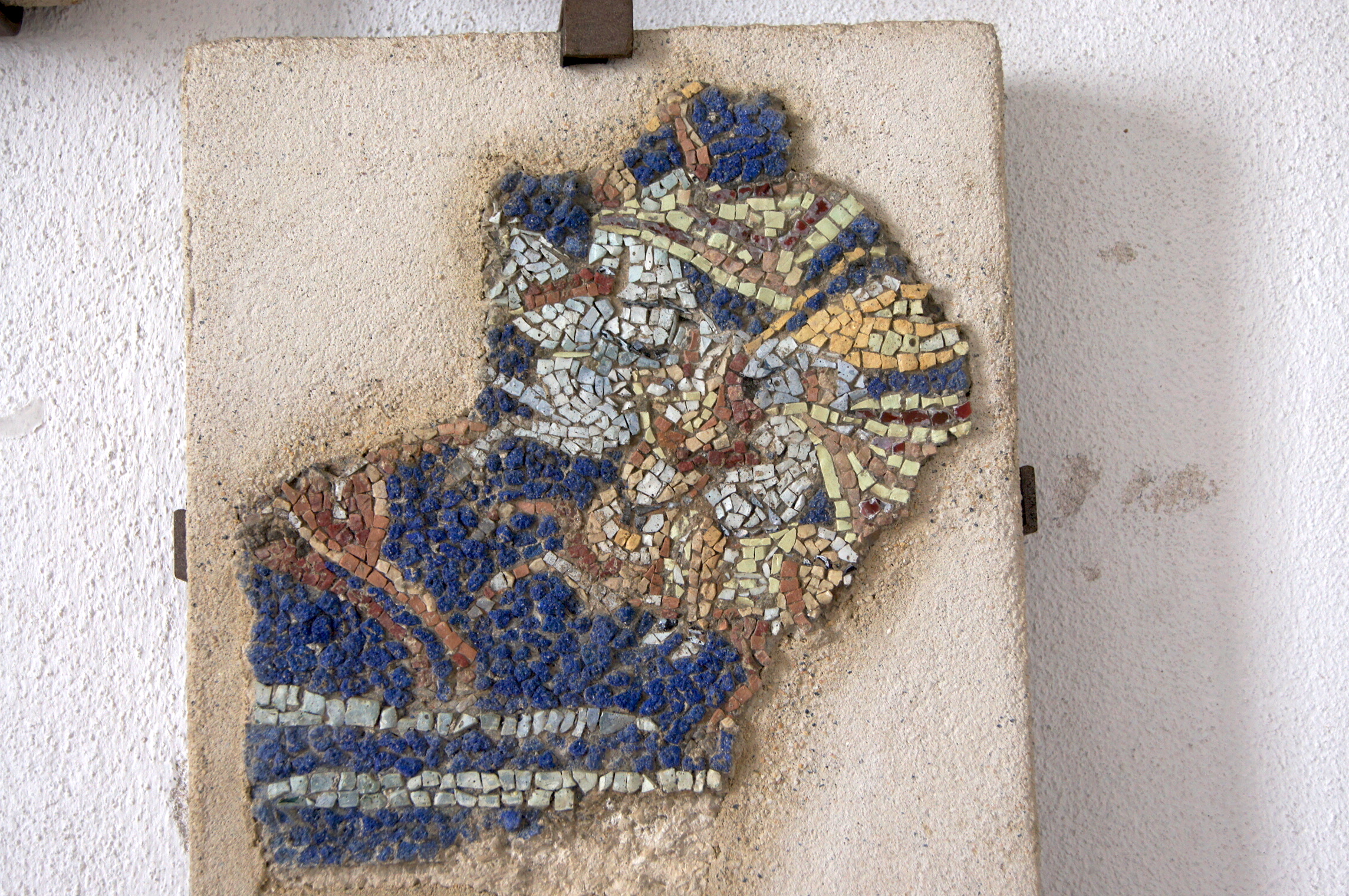
Mosaïque du nymphée (Cumes).